# Nueva Esperanza (gemeente in Bolivia)
Nueva Esperanza is een gemeente (municipio) in de Boliviaanse provincie Federico Román in het departement Pando. De gemeente telt naar schatting 2.370 inwoners (2018). De hoofdplaats is Nueva Esperanza.

## Indeling
- Cantón Nuevo Manoa (Nueva Esperanza) - 522 inwoners (2001)
  - Vicecantón Nueva Esperanza - 282 inw.
  - Vicecantón Arca de Israel - 240 inw.
- Cantón Río Negro - 1 Vicecantón - 218 inw.
  - Vicecantón Los Indios - 218 inw.